# Teen Titans (tv-serie)
Teen Titans er en amerikansk tegnefilmserie fra Warner Bros. Animation, der producerede 65 afsnit fordelt på 5 sæsoner 2003-2006.
Serien handler om teenage-superheltegruppen Teen Titans, der består af fem medlemmer, som bor i Jump city. De fem er drengene Robin, Cyborg og Beast Boy og pigerne Raven og Starfire. Starfire er fra en anden planet kaldet Tamaran og Raven er fra en anden dimension kaldet Azarath. Beast Boy, Robin og Cyborg er fra Jorden. 
Serien sendes med dansk tale på Cartoon Network og TV 2.

## Evner
De kan alle fem noget forskelligt
Robin: Han er hurtig og smidig, men ingen egentlige evner. Han er trænet i kampsporten martial og har forskellige våben i sit gule bælte såsom: små bomber, metalstave, birdarangs og røgbomber m.m. Han er Teen Titans leder, og selvom han ikke har nogle evner som sådan standser det ham ikke i at stoppe skurke eller føle sig hjælpeløs i forhold til hans holdkammerater. Han er blevet opfostret af Bruce Wayne alias Batman.
Cyborg: Han er stor og stærk. Han kan bruge sin robotkrop på mange måder. Han bruger den for det meste til at skyde med sin soniske kanon og til at løse problemer med sin supercomputer i hans arm. Det var hans far der byggede ham om til en Cyborg da Cyborg var ved at dø.
Beast Boy: Han er lille og snu. Han kan forvandle sig til lige det dyr, han vil. Hans mest brugte dyrekrop er Tyrannosaurus, som både er stærk, hurtig og samtidig farlig. Han blev opfostret af Doom Patrol.
Starfire: Hun er smuk og seriøs. Hun kan flyve så langt og så hurtigt hun vil. Hendes evne er grøn energi , som hun skyder ud af kroppen. Når hun skyder bliver hendes øjne grønne, og efter episode 20 kan hun skyde laserstråler ud af øjnene.
Raven: Hun er alvorlig og kun til sjov når hun gider. Hun kan også flyve, men faktisk leviterer hun. Hendes evne fik hun ved at lære magi fra munkene af Azarath, og nogle af hendes evner har hun fra sin far den onde interdimensionelle dæmon, Trigon. Hendes evne er at hun kan løfte alle former for objekter, gå gennem solide ting såsom en mur og så kan hun hele (den evne ses kun i episode 3 og 24). Hun blev opfostret af munkene af Azarath.

## Danske stemmer
- Robin – Mathias Klenske
- Starfire – Amalie Dollerup
- Beast Boy – Daniel Vognstrup
- Cyborg – Peter Zhelder
- Raven – Marie Schjeldal

## Historie (Før de mødes)
Robin: 16 år gammel. Han er født på jorden, af helt almindelige mennesker. Han blev faktisk født ind i en akrobat famille, "De Flyende Graysons" men da hans forældre døde, mens han stadig var et barn blev han adopteret af millionæren Bruce Wayne alias Batman. Han blev til Robin, mens han voksede op med træning. Men da han blev ældre var han oppe og skændes med Batman og gik solo. Han flyttede til Jump city og mødte der Cyborg, Beast Boy, Raven og Starfire. 
Cyborg: 16 år gammel. Han er også født på jorden, af helt almindelige mennesker. han var en fantastisk atlet, men da han var med i en stor bilulykke og han næsten var død, byggede hans far (som er professor) ham om til en Cyborg. Begge Cyborgs forældre døde, og han flyttede til Jump city. Han boede der et stykke tid indtil han endelig mødte Robin, Beastboy, Raven og Starfire.
Beast Boy: 15 år gammel. Han er også født på jorden, af helt almindelige mennesker (som godt nok var rige.) Men da Beast Boy var døende af en sygdom, udsatte hans forældre ham for en eksperimentel kur. Den gjorde ham grøn og gav ham hans evner. Da Beast Boy var ti, var hans forældre udsat for en bådulykke, og Beast Boy var alene. Han blev til alt held adopteret af Doom Patrol, indtil han var oppe og toppes med Mento (Doom Patrol's leder.) og tog af sted til Jump city hvor han mødte Robin, Cyborg, Raven og Stafire.
Raven: 16-17 gammel. Hun er datter af Trigon en interdimensionelle dæmon og Arella. Hun blev født I dimensionen Azarath, og blev opfostret at munkene af Azarath, i templet. Hun er en portal som en dag skal få hele menneskeheden ned med nakken, men hun ville gøre noget godt for at rode bod på det. Hun besidder også magiske og lidt mørke kræfter. Derfor tog hun til jorden så hun kunne prøve at være god, hvor hun lander i Jump city. Hvor hun møder Robin, Cyborg, Beast Boy og Starfire.
Starfire: er en glorkblanorp svarende til 165 år. Hun er prinsesse af Tamaran , hendes fødeplanet. Hun blev opfostret af sin K'Norfka (K'Norfka betyder barnepige på tamarinansk) ved navn Galfore. Hun bliver solgt som slave til nogle onde rumvæsener kaldet Senadelerne, kort før hun møder Titans. Hun flygter fra rumskibet til Jump city på jorden, hvor hun støder på jordboerne Robin, Cyborg, Beast Boy og Raven.

## Titans identiteter
- Robin – Dick Grayson
- Cyborg – Victor Stone
- Beast Boy – Garfield Logan
- Raven – Rachel Roth hun ved det bare ikke
- Starfire – på tamaraniansk Koriand'r

## Danske stemmer
- Robin –
- Cyborg –
- Beast Boy –
- Raven – Marie Caroline Schjeldal
- Starfire –